# Kaple svatého Kosmy a Damiána (Vrbanj)
Kaple svatého Kosmy a Damiána (chorvatsky Kapela sv. Kuzme i Damjana u Vrbanju) je kamenný kostel ze 14. století, který se nachází severně od obce Vrbanj, na jižním okraji starogradské pláně na ostrově Hvar. Jižně od kostela se nachází nový hřbitov obce Vrbanj.
Kaple je kamenná, obdélníkového půdorysu se čtyřhrannou apsidou. V západním průčelí kaple je typická zvonice. Střecha je pokryta kamennými deskami. Kaple je pokládána za typický příklad středověké architektury na ostrově Hvar.